# John Lightfoot
John Lightfoot (Stoke-on-Trent, 29 marzo 1602 – Ely, 6 dicembre 1675) è stato un teologo ed ebraista inglese, vice-cancelliere dell'Università di Cambridge e autore del primo commentario al Nuovo Testamento basato sulle fonti ebraiche rabbiniche.

## Biografia
Nato a Stoke-on-Trent, nei pressi di Birmingham, e figlio di un vicario, fu educato a Morton Green vicino e Congleton e quindi al Christ's College, Cambridge. Conseguita la laurea, dopo l'ordinazione fu nominato vicario a Norton in Hales nello Shropshire. Le sue qualità di studioso dell'ebraico attrassero l'attenzione di Sir Rowland Cotton, anch'egli un ebraista dilettante, che lo prese sotto la sua protezione. Lightfoot giunse così a Londra, dove nel 1642 divenne ministro della Chiesa di San Bartolomeo. Nel 1643 fu nominato Maestro del St Catharine's College a Cambridge e rettore di Much Munden nello Hertfordshire. Nel 1654 divenne vice-cancelliere della Università di Cambridge.
Lightfoot fu autore di importanti opere nel campo degli studi biblici. Nel 1644-50 pubblicò in tre volumi una sinossi del Nuovo Testamento. Nel 1657 fu uno dei maggiori contributori alla Bibbia Poliglotta di Walton. Ma soprattutto è ricordato per il commentario completo del Nuovo Testamento sulla base della letteratura ebraica rabbinica (Horae Hebraicae et Talmudicae) pubblicato in più volumi a cominciare dal 1658.
Lightfoot morì nel 1668 durante un viaggio a Ely. Lasciò le sue carte alla Harvard University dove però andarono distrutte in un incendio nel 1764.

## Edizioni delle opere di Lightfoot

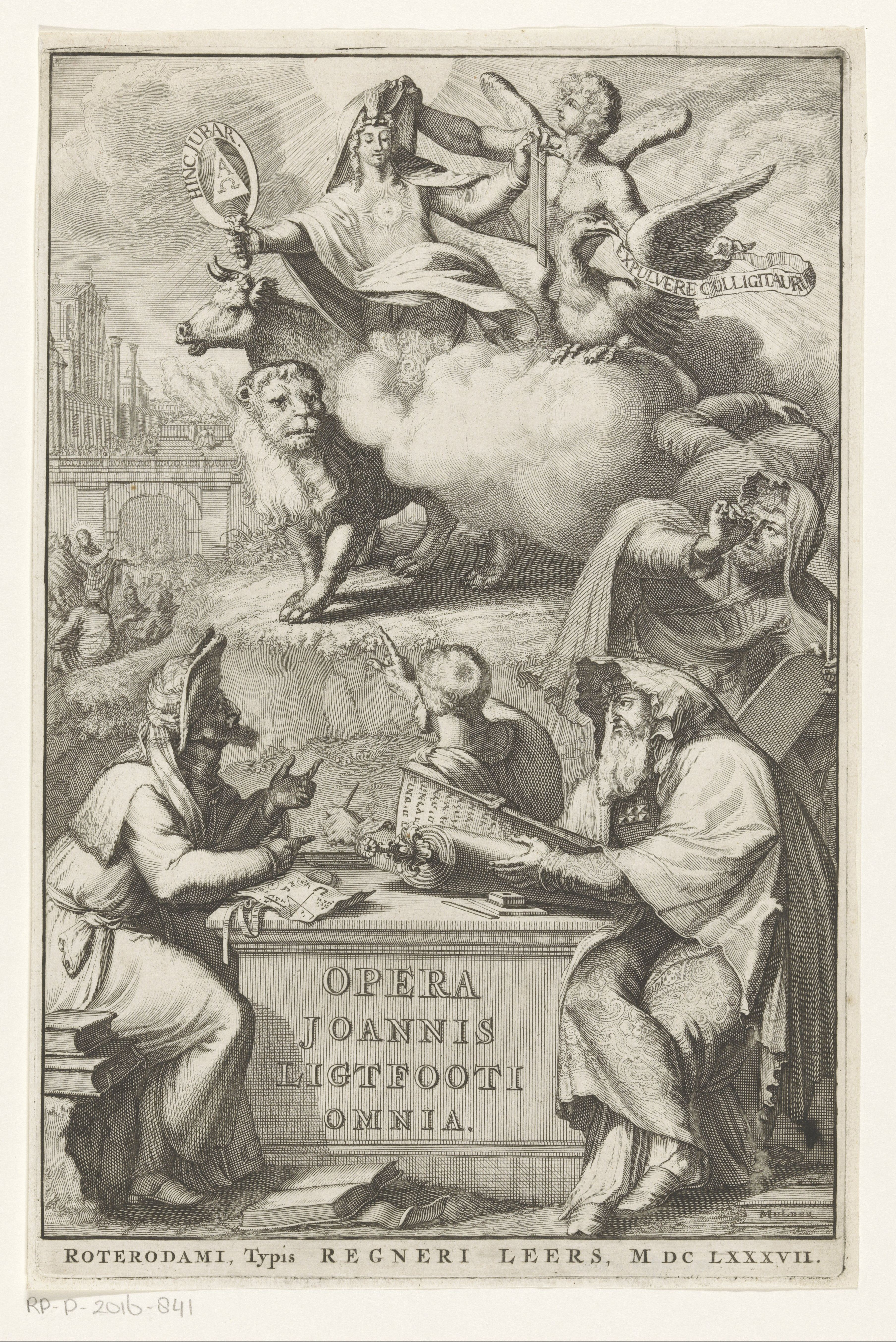
John Lightfoot. Opera omnia. Rotterdam: Reinier Leers, 1686.

Le maggiori opere di Lightfoot sono state pubblicate in 2 volumi da George Bright e John Strype nel 1684.
L'Opera Omnia, a cura di Joh. Texelii, è apparsa a Rotterdam nel 1686, e di nuovo, a cura di Johann Leusden, a Franeker nel 1699. Un volume di appendici è stato pubblicato a Londra nel 1700.
Le Horae Hebraicae et Talmudicae furono edite in latino a cura di Johann Benedict Carpzov (Lipsia, 1675-1679), e di nuovo, in inglese, a cura di Robert Gandell (Oxford, 1859).
L'edizione più completa delle opere di Lightfoot è quella in 13 volumi curata da John Rogers Pitman (Londra , 1822-1825).